# Forn de ceràmica de Cal Berlí
El Forn de ceràmica de Cal Berlí és una obra de Verdú (Urgell) protegida com a Bé Cultural d'Interès Local.
És un espai de ceràmica tradicional, que havia pertanyut a la família de Josep Font, i que va estar en funcionament fins a l'any 2000. A través de la museïtzació, podem veure tot el procés de la ceràmica negra de Verdú, des de l'argilera fins al típic silló per beure aigua, passant per l'obrador, els torns, el pati o era, la bassa, els coberts per als feixos i l'imprescindible forn morú. Cal Berlí és un espai de memòria de la terrissa negra de Verdú, que actualment pertany a l'Ajuntament de Verdú i és visitable.

## Descripció
Les cases dels terrissaires no es diferencien molt pel que fa a l'estructura de les cases dels pagesos. Les cases dels terrissaires tenen al costat de l'eixida les instal·lacions per al fang, e l forn, les peces i els magatzems. La planta baixa es destina a obrador i botiga, mentre que al primer pis hi trobem l'habitatge. L'immoble tipus sol ser de planta quadrangular i no supera els 100 m2 amb coberta a dues aigües. A aquest, se li afegeixen altres cossos segons les necessitats.
La majoria de tallers terrissaires de Verdú dels segles xix i xx se situen al carrer Sant Miquel. Amb el creixement de la població a partir dels segles xvi i XVII els terrissaires s'instal·len fora muralles. Entre 1600 i 1700 hi havia una trentena d'obradors. Abans de la Guerra Civil n'hi havia vint-i-tres. L'arribada de l'aigua corrent a les cases i la invenció del plàstic va suposar la decadència de l'ofici. El 1964 hi havia cinc cantirers i avui dia en queden quatre que han adaptat l'ofici tradicional a noves demandes.
El taller de cal Berlí s'articula al voltant d'un pati interior i té una superfície de 921 m2. Presenta dues entrades des del carrer: la porta d'entrada a la casa-taller i l'accés al pati. L'obrador és una gran sala rectangular d'uns 44 m2, té dues portes que donen al pati, i una finestra baixa i petita. Una de les portes comunica amb l'entrada pels carros i amb la cambra de dalt del forn. L'altra porta dona a una sala per guardar les peces abans d'enfornar. Aquesta cambra té la porta que mena al carrer i la que mena al pati, concretament a la zona de decantació.
Trobem una cisterna per recollir l'aigua de la pluja que anteriorment havia estat un punt d'extracció de terra per a construir les tàpies de l'edifici.
A l'obrador mateix hi ha un espai enllosat per poder maurar -prémer o pastar- el fang amb els peus. Aquesta operació servia per donar més consistència al fang i també es podia per amb les mans. Després es preparaven els pastons, uns blocs cilíndrics per a col·locar damunt del torn.
A cal Berlí es conserven tres torns de peu, que després es van adaptar per funcionar amb electricitat. Entre d'altres, també es conserven eines de l'ofici de terrisser com les que tot seguit enumerem. L'escalfeta és una peça de fusta de noguera amb un forat per a posar-hi el dit gros. L'allisador fet amb una canya esberlada, el tallabrocs de ferro que serveix per comprovar el gruix de la peça, foradar i tallar.
A la banda oest i sud de l'obrador trobem el pati que acull el forn, els magatzems i les basses. S'ha recuperat l'antiga bassa de decantació que tenia un bassó i un bassonet. Hi ha tota la maquinària moderna emprada per a la preparació del fang que antigament es feia amb mans i peus.
A la part sud del pati s'amuntegaven els feixos de branques d'olivera, procedents de la poda.
El forn de cal Berlí està construït aprofitant el desnivell del terreny. En una zona més baixa trobem la boca per alimentar el foc i per on es regula el tiratge. És el lloc on se situa el terrisser durant la cocció. En un nivell superior hi ha la resta del forn i la zona de circulació relacionada amb la càrrega i descàrrega del forn.
La cambra subterrània, anomenada forn de baix o olla, és on es produeix la combustió. Al fons hi ha un espai per a coure peces en contacte directe amb el foc. El forn té una plataforma feta de toves per col·locar les peces.
Les boques del forn serveixen per alimentar el foc i també per enfornar i desenfornar peces. La boca està feta i reforçada amb pedra de la següent manera: una llosa plana davant de la boca, lloses laterals, una pedra de llinda o un arc de maons. S'emprava pedra dolça perquè no es trencava amb l'escalfor.
La volta de baix i la de dalt estan separades per la graella que deixa passar la calor que ve de la cambra de combustió. Es feia servir l'obra crua, maons posats de gairell i drets.
Al forn de dalt o gàbia de cal Berlí té un diàmetre de 2,60 m.
Les xemeneies consisteixen en un forat central o ulla i al voltant d'una dotzena de forats radials equidistants en uns 65 cm. A cal Berlí hi ha tretze xemeneies: l'ulla central i dotze xemeneies perimetrals.
La paret exterior del forn és de planta quadrada i està construït amb maó massís i pedra. El forn pròpiament dit és de planta rodona. L'espai entre la paret del forn i la paret exterior s'omple de terra i fa de cambra de dilatació.
Altres zones del taller a destacar són:
Lo coll era zona de pas que hi havia entre el clot del forn i la part superior del forn. Aquest espai es feia servir per passar i per assecar la ceràmica.
Lo carbó, a la part superior del forn, on hi ha les xemeneies, servia per guardar els sacs de carbonissa de la fogaina.
Dalt del forn, part alta del forn on hi ha les xemeneies.
Lo verger, espai contigu a la terrisseria que servia d'hort, amb una cisterna i alguna cort de bestiar.